# Tetragnatha puella
Tetragnatha puella là một loài nhện trong họ Tetragnathidae.
Loài này thuộc chi Tetragnatha. Tetragnatha puella được miêu tả năm 1895 bởi Thorell.